# Penteconter

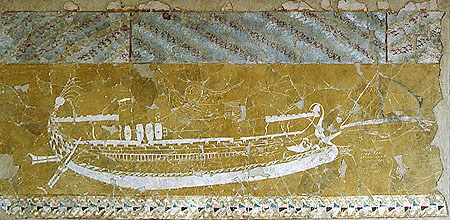
Antiga representação pictórica de um barco grego

Penteconter (também grafado Pentekonter, ou transliterado por pentecontor ou pentekontor (em grego:  πεντηκόντορος,) é um tipo de navio histórico da Grécia Antiga.
Essas embarcações tinham cerca de vinte metros e deriva seu nome do fato de possuir 50 remos. Comandadas por um capitão, dificilmente se afastavam da costa por não contar com grandes provisões de água e comida.
Era esse tipo de embarcação que é referido por Homero na Ilíada que integrava a armada de mil navios usados pelos gregos para o assédio a Troia.